# Eleccions presidencials de Guinea Bissau de 2005
Les eleccions presidencials de Guinea Bissau de 2005 es van dur a terme a Guinea Bissau el 19 de juny de 2005, amb una segona volta electoral el 24 de juliol. Les eleccions van marcar el final d'una transició a la democràcia després que el govern prèviament escollitt va ser enderrocat l'1 de setembre de 2003 per un cop militar dirigit pel general Veríssimo Correia Seabra. El resultat va ser la victòria de l'expresident i candidat independent João Bernardo Vieira.

## Antecedents
Després del cop fou nomenat un govern civil per supervisar la transició i va jurar el 28 de setembre de 2003. Henrique Pereira Rosa va ser nomenat president interí després de les converses amb els líders de la societat civil, militars, i polítics, alhora que era nomenat primer ministre Artur Sanhá del Partit de Renovació Social (PRS).
Les eleccions legislatives va ser posposades nombroses vegades durant la presidència de Kumba Ialá, i es van dur a terme el 28 de març de 2004. La votació va ser declarada lliure i justa per observadors electorals i l'ex partit governant, el Partit Africà per la Independència de Guinea i Cap Verd (PAIGC), que va obtenir una majoria simple d'escons. El partit de Ialá, el PRS, va obtenir el segon lloc, seguit pel Partit Unit Social Democràtic (PUSD). El líder del PAIGC Carlos Gomes Júnior va assumir el càrrec de primer ministre al maig de 2004.
El període de transició ha estat un dels de major estabilitat política i nacional. El govern provisional ha aconseguit millorar el registre dels drets humans de Guinea Bissau, com s'evidencia en l'entrada de Guinea Bissau al recent Informe de Pràctiques dels Drets Humans als Països del Departament d'Estat dels Estats Units (Publicat el 28 de febrer de 2005, que diu:  "El Govern [transitori] en general va respectar els drets humans dels seus ciutadans, però, hi va haver problemes en algunes àrees".  En l'informe anterior (publicat el 25 de febrer de 2004) deia "L'historial de drets humans del Govern [Ialá] seguia sent pobre, i va continuar cometent greus abusos".
La major amenaça per a l'estabilitat va arribar el 6 d'octubre de 2004, quan es va tornar violent un motí de soldats instigat pels salaris pendents de pagament. El general Veríssimo Correia Seabra i el seu lloctinent van ser assassinats pels soldats revoltats. Malgrat aquest contratemps, les tenses relacions entre el govern i l'exèrcit van millorar amb la signatura d'un memoràndum d'entesa.

## Candidats
El 10 de maig de 2005, el Tribunal Suprem va publicar una llista de candidats que disputarien l'elecció. A tres candidats prèviament vetats se'ls va permetre participar finalment van aparèixer en la llista final de candidats publicada el 18 de maig. Els 13 candidats són:
- Adelino Mano Queta - Independent
- Antonieta Rosa Gomes - Fòrum Cívic Guineà-Socialdemocràcia (FCG-SD). Participà en les eleccions de 1994 i va obtenir l'1.79% dels vots.
- Aregado Mantenque Té - Partit dels Treballadors (PT)
- Paulino Empossa Ié - Independent
- Faustino Fadut Imbali - Partit del Manifest del Poble (PMP). Primer Ministre de març a desembre de 2001.
- Francisco Fadul - Partit Unit Social Democràtic (PUSD). Primer Ministre del 3 de desembre de 1998 al 19 de febrer de 2000.
- Mamadú Iaia Djaló - Independent
- Idrissa Djaló - Partit d'Unitat Nacional (PUN)
- João Bernardo "Nino" Vieira - Independent. President de 1980 a 1999. Com Ialá, fou inhabilitat per a la política nacional durant cinc anys però la seva candidatura fou aprovada per la Cort Suprema.
- João Tátis Sá - Partit Popular Guineà (PPG)
- Kumba Ialá - Partit de Renovació Social (PRS). Participà en les primeres eleccions democràtiques en 1994, perdent davant João Bernardo Vieira, i guanyà les eleccions de 1999/2000. Va servir com a president del 17 de febrer de 2000 fins que fou deposat pels militars el setembre de 2003. El seu nomenament fou controvertit perquè el govern de transició va anunciar una prohibició de cinc anys en activitats polítiques per als ex líders posteriors al cop. Tot i això, el Tribunal Suprem va aprovar la seva candidatura.
- Malam Bacai Sanhá - Partit Africà per la Independència de Guinea i Cap Verd (PAICG). Va ser president interí del 14 de maig de 1999 al 17 de febrer de 2000. Sanhá participà en els comicis anteriors, quedant segon amb el 23,37% dels vots darrere Kumba Ialá, qui el va derrotar àmpliament en la segona volta amb el 72% dels vots.
- Mário Lopes da Rosa - Independent

Els diplomàtics i analistes polítics afirmaren que la participació dels dos expresidents Vieira i Ialá podien exacerbar les tensions entre els grups ètnics i els militars que podrien desestabilitzar el país. L'ex-President Vieira tenia una relació conflictiva amb les forces armades. L'ex-President Ialá, d'altra banda, tenia una molt mala reputació entre els possibles països donants i les institucions financeres, i tant el Fons Monetari Internacional com el Banc Mundial congelaren l'ajuda al país durant la seva presidència. Tenia un suport considerable dels balantes que dominen l'exèrcit, però tenia poc suport dels altres grups. Hi havia informes no confirmats de la creació de grups armats al llarg de línies ètniques a Bissau.
Quatre candidats que havien rebut l'aprovació per disputar les eleccions se'n van retirar en les setmanes prèvies; Abubacar Baldé de la UNDP, Iancuba Injai del PST (que posteriorment va declarar el seu suport a Malam Bacai Sanhá), el candidat independent Ibraima Sow (que va recolzar Vieira) i Salvador Tchongó de la Resistència de Guinea Bissau-Moviment Bafatá.

## Campanya
El 2 de juliol Ialá va anunciar el seu suport a la candidatura de Vieira en la segona ronda de votacions. Va anomenar Vieira "un símbol de la construcció de l'Estat de Guinea i de la unitat nacional perquè ell va proclamar la nostra independència als turons de Boé" i va dir que podia "ser invocat per defensar la nostra independència nacional, per oposar-se al neocolonialisme, construir la república i promoure la pau, l'estabilitat i, sobretot, la reconciliació nacional". Donada l'hostilitat de Ialá per Vieira en anys anteriors, aquest suport va ser vist per molts com a sorprenent, i s'informa d'una forta insatisfacció per la decisió entre els partidaris de Ialá.
S'ha al·legat que la campanya de reelecció de Vieira va ser finançada en part pels traficants de drogues colombians, que utilitzen Guinea Bissau com a ruta de trànsit per al transport de drogues a Europa.

## Incidents
La votació es va realitzar amb tota tranquil·litat en la primera ronda el 19 de juny. El cap observador electoral de la UE Johan van Heck va dir que el seu grup no va observar cap irregularitat destacable, afegint: "Tenim la impressió que arreu del país tots hagin tingut l'oportunitat d'expressar-se sense deixar-se intimidar". L'endemà, van Heck va lloar el fet que "les forces militars es van abstenir d'intervenir en el procés i en comptes van ajudar a la realització de les eleccions." L'observació de la UE va afegir, "Més del 90 per cent dels centres de votació van estar operatius una hora després que havien obert, i es va garantir el vot secret."
El 22 de juny el recomptes provisionals atorgaven Sanhá el primer lloc, seguit per Vieira i Ialá en tercer lloc. Els membres del Partit de Renovació Social de Ialá consideraren els resultats "falsos". Dos dies més tard, almenys dues persones van morir quan la policia va disparar gas lacrimogen i munició real contra una multitud de partidaris de Ialá, que protestaven pels resultats que s'havia donat a conèixer.
El 25 de juny el president del Senegal Abdoulaye Wade celebrà reunions per separat amb els tres candidats principals; Wade va dir que estava intervenint en la sol·licitud de la Comunitat Econòmica dels Estats d'Àfrica Occidental (CEDEAO) i no estava interferint en els assumptes de Guinea Bissau. Kumba Ialá, parlant en una conferència de premsa a Dakar el 27 de juny, va acceptar els resultats "en nom de la pau i l'estabilitat", tot i que encara mantenia que en realitat havia rebut el major nombre de vots. D'acord amb Ialá, havia obtingut el 38%, Sanha el 28%, i Vieira un 26%; al·legava que els vots havien estat manipulats perquè el seu total va passar a Sanhá i el total de Sanhá va anar a Vieira. També el 27 de juny Vieira es va comprometre a "respectar el veredicte de les urnes", igual que Sanhá, que es va descriure com "un home de pau i estabilitat".

## Resultats
Els resultats finals de la primera ronda es van fer públics el 25 de juny. Malam Bacai Sanhá va rebre el 35,45% dels vots, Joao Bernardo "Nino" Vieira va obtenir el 28,87% i el 25,00% Kumba Ialá. Els altres deu candidats es dividien els vots restants. El cap de la comissió electoral Malam Mané va fer "una forta crida a la moderació i l'esperit públic." La participació electoral a la primera ronda es va situar en el 87,3%.
El 28 de juliol, la comissió electoral va informar que Vieira havia obtingut 20.000 vots més que Sanhá en les votacions de la segona volta, però, els resultats eren "provisionals", ja que el PAIGC va exigir un recompte, citant irregularitats en la capital i a l'oest. Després que s'anunciessin els resultats provisionals Vieira va elogiar el seu rival Sanhá, el va qualificar de demòcrata i va dir que esperava que ajudaria a unificar el país; també va prometre que "a partir d'avui, Guinea Bissau canviarà en la direcció correcta". Un portaveu de Sanhá, però, va al·legar frau.
| Candidat                         | Partit                                                  | Primera volta | Primera volta | Segona volta | Segona volta |
| Candidat                         | Partit                                                  | Votes         | %             | Votes        | %            |
| -------------------------------- | ------------------------------------------------------- | ------------- | ------------- | ------------ | ------------ |
| Malam Bacai Sanhá                | Partit Africà per la Independència de Guinea i Cap Verd | 158,276       | 35.45         | 196,759      | 47.65        |
| João Bernardo Vieira             | Independent                                             | 128,918       | 28.87         | 216,167      | 52.35        |
| Kumba Ialá                       | Partit de Renovació Social                              | 111,606       | 25.00         |              |              |
| Francisco Fadul                  | Partit Unit Social Democràtic                           | 12,733        | 2.85          |              |              |
| Aregado Mantenque Té             | Partit dels Treballadors                                | 9,000         | 2.02          |              |              |
| Mamadú Iaia Djaló                | Independent                                             | 7,112         | 1.59          |              |              |
| Mário Lopes da Rosa              | Independent                                             | 4,863         | 1.09          |              |              |
| Idrissa Djaló                    | Partit d'Unitat Nacional                                | 3,604         | 0.81          |              |              |
| Adelino Mano Quetá               | Independent                                             | 2,816         | 0.63          |              |              |
| Faustino Imbali                  | Partit del Manifest del Poble                           | 2,330         | 0.52          |              |              |
| Paulino Empossa Ié               | Independent                                             | 2,215         | 0.50          |              |              |
| Antonieta Rosa Gomes             | Fòrum Cívic Guineà-Socialdemocràcia                     | 1,642         | 0.37          |              |              |
| João Tátis Sá                    | Partit Popular Guineà                                   | 1,378         | 0.31          |              |              |
| Nuls/blancs                      | Nuls/blancs                                             | 25,350        | –             | 10,052       | –            |
| Total                            | Total                                                   | 471,843       | 100           | 422,978      | 100          |
| Votants registrats/Participació  | Votants registrats/Participació                         | 538,471       | 87.63         | 538,472      | 78.55        |
| Font: African Elections Database |                                                         |               |               |              |              |